# 土壌汚染対策法施行令
土壌汚染対策法施行令（どじょうおせんたいさくほうしこうれい、平成14年11月13日政令第336号）は、土壌汚染対策法に基づき制定された政令。土対令（どたいれい）とも略される。

## 目的
土壌汚染対策法の委任により必要な事項を定める。

## 内容
- 特定有害物質（第一条）
- 土壌汚染状況調査の結果の報告を行うべき旨又はその報告の内容を是正すべき旨の命令（第二条）
- 土壌汚染状況調査の対象となる土地の基準（第三条）
- 土壌汚染状況調査の命令（第四条）
- 措置命令の対象となる土地の基準（第五条）
- 土地の所有者等に対する措置命令（第六条）
- 土壌汚染を生じさせる行為をした者に対する措置命令（第七条）
- 助成金の交付（第八条）
- 公共の用に供する施設の管理を行う者が管理する土地（第九条）
- 政令で定める市の長による事務の処理（第十条）

## 主務官庁
- 環境省